# 1807 في المملكة المتحدة
فيما يلي قوائم الأحداث التي وقعت خلال عام 1807 في المملكة المتحدة.

## سياسة

### تعيين في المنصب
- 1 يناير – سبنسر برسيفال زعيم مجلس العموم [الإنجليزية]‏،مستشار الخزانة.
- 25 مارس – روبرت جنكنسون زعيم مجلس اللوردات [الإنجليزية]‏، وزير الدولة للشؤون الداخلية [الإنجليزية]‏.
- 31 مارس – دوق بورتلاند رئيس وزراء المملكة المتحدة.

### انتهاء فترة المنصب
- 25 مارس – تشارلز غراي وزير الدولة للشؤون الخارجية وشؤون الكومنولث [الإنجليزية]‏،زعيم مجلس العموم [الإنجليزية]‏.
- 31 مارس – ويليام غرنفيل رئيس وزراء المملكة المتحدة.

## مواليد

### مارس
- 12 مارس – جيمس أبوت

### يوليو
- 3 يوليو – توماس غور براون

## وفيات

### يوليو
- 11 يوليو – جورج أتوود (مواليد 1745)

### أغسطس
- 22 أغسطس – ماريا، دوقة غلوستر وادنبره (مواليد 1736)

### ديسمبر
- 21 ديسمبر – جون نيوتن (مواليد 1725)